# Vassfaret Bear Park
Il Vassfaret Bjørnepark, (inizialmente noto come Vassfaret Bear Park) è un giardino zoologico e faunistico istituito nel comune di Flå, in Norvegia, fondato nel 1972.